# ونگر (سوئیس)
ونگر (انگلیسی: Wenger) یکی از دو شرکتی بود که چاقوهای ارتش سوئیس را تولید کرده است. این شرکت مستقر در دلمونت است. ونگر در سال ۲۰۰۵ توسط رقیب خود یعنی ویکتورینوکس خریداری شد.